# Секелешень (комуна)
Секелешень, Секелешені (рум. Săcălășeni) — комуна у повіті Марамуреш в Румунії. До складу комуни входять такі села (дані про населення за 2002 рік):
- Коруя (828 осіб)
- Кулча (618 осіб)
- Секелешень (782 особи) — адміністративний центр комуни

Комуна розташована на відстані 400 км на північний захід від Бухареста, 9 км на південь від Бая-Маре, 89 км на північ від Клуж-Напоки.

## Населення
За даними перепису населення 2002 року у комуні проживали 5819 осіб.
Національний склад населення комуни:
| Національність | Кількість осіб | Відсоток |
| -------------- | -------------- | -------- |
| румуни         | 3688           | 63,4%    |
| угорці         | 1443           | 24,8%    |
| цигани         | 687            | 11,8%    |

Рідною мовою назвали:
| Мова      | Кількість осіб | Відсоток |
| --------- | -------------- | -------- |
| румунська | 3767           | 64,7%    |
| угорська  | 1439           | 24,7%    |
| циганська | 611            | 10,5%    |
| польська  | 1              | < 0,1%   |

Склад населення комуни за віросповіданням:
| Релігія            | Кількість осіб | Відсоток |
| ------------------ | -------------- | -------- |
| православні        | 3353           | 57,6%    |
| реформати          | 1707           | 29,3%    |
| п'ятдесятники      | 184            | 3,2%     |
| баптисти           | 66             | 1,1%     |
| не релігійні       | 50             | 0,9%     |
| старообрядці       | 38             | 0,7%     |
| римо-католики      | 35             | 0,6%     |
| греко-католики     | 28             | 0,5%     |
| адвентисти         | 28             | 0,5%     |
| бретрени           | 20             | 0,3%     |
| атеїсти            | 3              | 0,1%     |
| не вказали релігію | 3              | 0,1%     |